# Monte Tetris
El Monte Tetris o cerro Tetris es una montaña de la cordillera de los Andes, ubicada en el departamento Río Chico, provincia de Santa Cruz, Argentina. Tiene una altura de 2215 m s. n. m., conformando una de las alturas más significativas de la zona de la cuenca del río Mayer. Además, producto del deshielo, suma sus aportes a las nacientes del río Lista, afluente del río Chico de Santa Cruz.